# Ziegenort (Kurzfilm)
Ziegenort ist ein polnischer Kurzfilm von Tomasz Popakul aus dem Jahr 2013. In Deutschland feierte der Film am 5. Mai 2013 bei den Internationalen Kurzfilmtagen in Oberhausen Premiere.

## Handlung
Im Fischerdorf Ziegenort soll Fish Boy (halb Junge, halb Fisch) von seinem Vater zum Fischer ausgebildet werden. Doch er wird dort nur abgelehnt und steckt mitten in der Pubertät.

## Kritiken
„Der Schöpfer dieser Arbeit hat sich entschieden, seinen Film mit dem großzügigen Vorschlag einzuführen, dass wir alle gut zueinander sein sollen. Diese Botschaft wird künstlerisch gestaltet und mit Hilfe einer Reihe animierter Zeichnungen verkündet, die zahlreiche Tiefen und Perspektiven aufweisen. Diese regionale und semi-autobiographische Erzählung bleibt auf die schönste Art und Weise unvergesslich. Tomasz Popakul, Danke, dass du uns ans Meer mitnimmst: durch schwarzweiße Bilder, die komplexe, schwelende Atmosphären schaffen, ohne Schnorchel oder Sauerstofftank.“

„Wir freuen uns, dieses Jahr den arte-Kurzfilmpreis an einen überraschenden und poetischen Animationsfilm verleihen zu dürfen. Eine Figur, die nicht ganz Mensch, aber auch nicht ganz Fisch ist … an der Schwelle zum Erwachsensein. Der junge und talentierte polnische Filmemacher Tomasz Popakul versetzt uns in eine Zwischenwelt, wo alles möglich zu sein scheint und doch alles gleich wieder kippen kann.“

## Auszeichnungen
Internationale Kurzfilmtage Oberhausen 2013
- Hauptpreis

Krakowski Festiwal Filmowy 2013
- Silver Hobby Horse for the Best Animated Film

Brooklyn Film Festival 2013
- Best Animated Film

Internationales Kurzfilm-Festival Hamburg 2013
- Arte-Kurzfilmpreis

Nowe Horyzonty 2013
- Best Short Animation

Seoul International Cartoon and Animation Festival 2013
- Jury Special Prize

Lucania Film Festival 2013
- «Elle» Amaro Lucano Award for the Best Film

Fantoche 2013
- New Talent Awards

Animanima 2013
- Special Mention for the Best Animation

Raindance International Film Festival 2013
- Best Animated Short

Naoussa International Film Festival 2013
- Special Mention

China International Folk Video Festival 2013
- Best Technology

Cinanima Animated Film Festival 2013
- Best Short Film Award

up-and-coming 2013
- Int. Young Film Makers Award

Ale Kino! Międzynarodowy Festiwal Filmów Młodego Widza 2013
- Special Mention